# ميوكي كيتاجاوا
ميوكي كيتاجاوا (باليابانية: 北川みゆき؛ بالكانا: きたがわ みゆき) هي مانغاكا يابانية، ولدت في 1967 في طوكيو في اليابان.

## وصلات خارجية
- ميوكي كيتاجاوا على موقع ميوزك برينز (الإنجليزية)
- ميوكي كيتاجاوا على موقع ANN person (الإنجليزية)
- الموقع الرسمي